# Anne Curtis

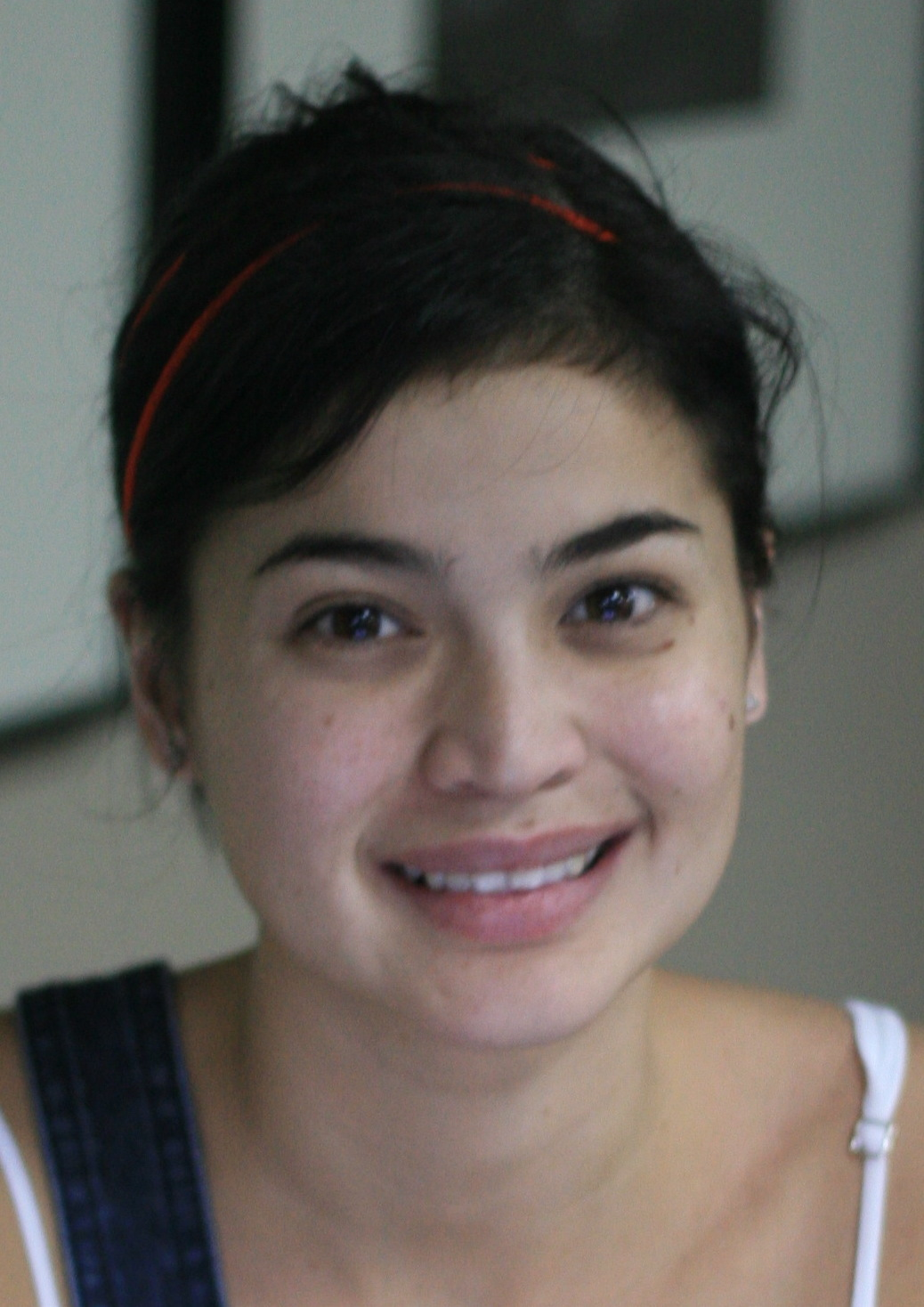
Anne Curtis (2009)

Anne Curtis (* 17. Februar 1985 in Australien) ist eine philippinische Schauspielerin in verschiedenen Fernsehserien und Moderatorin der Sendung It's Showtime.

## Leben
Ihre Mutter ist Carmencita Ojales, eine Philippina aus Bolinao und ihr Vater James Ernest Curtis-Smith ein australischer Anwalt. Sie hat eine jüngere Schwester, die auch Schauspielerin ist.
Als 12-Jährige besuchte sie ihre Verwandten auf den Philippinen und wurde entdeckt. Im Anschluss ging sie zu verschiedenen Talentagenturen. Die Familie beschloss dauerhaft auf den Philippinen zu bleiben und sie lernte philippinisch.
Mit 19 Jahren hatte sie den Durchbruch, als sie vom Fernsehsender GMA zu ABS-CBN wechselte.
Seit 2015 ist sie UNICEF-Botschafterin für die Philippinen.
Im November 2017 heiratete sie in Neuseeland ihren langjährigen Freund Erwan Heussaff, mit dem sie seit März 2020 die Tochter Dahlia Amélie hat. Es wird kolportiert, dass der Name ihrem Debütfilm Magic Kingdom entstammt.
2019 wurde sie bei den Filipino Academy of Movie Arts and Sciences Awards mit dem Fernando Poe Jr. Memorial Award ausgezeichnet. 2012 gewann sie einen FAMAS Award, 2014 den Golden Screen Award.